# Jordańsko-izraelski traktat pokojowy

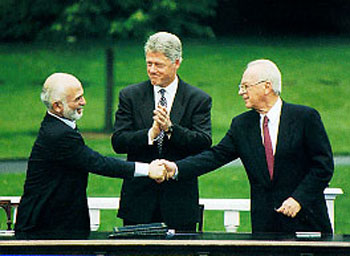
Rozmowy między królem Jordanii Husajnem (z lewej) i premierem Izraela Icchakiem Rabinem, obecny jest również amerykański prezydent Bill Clinton, 1994

Jordańsko-izraelski traktat pokojowy został podpisany 26 października 1994 w dolinie Ha-Arawa. Był to drugi – po zawartym w 1979 pokoju izraelsko-egipskim – traktat między państwem Izrael a krajem arabskim, w którym uznawane było istnienie państwa Izrael. Ustalony został przebieg granicy izraelsko-jordańskiej na Jordanie, a obydwa kraje nawiązały stosunki dyplomatyczne.

## Okoliczności zawarcia traktatu
Na początku lat 80. XX wieku król Jordanii Husajn liczył na odzyskanie realnej kontroli nad Zachodnim Brzegiem Jordanu. Jordania była stroną zarówno jawnych, jak i niejawnych rozmów dotyczących problemu izraelsko-palestyńskiego. Król Husajn aspirował do tego, by być głównym negocjatorem w sprawie palestyńskiej, jednak nie uzyskał w tym zakresie poparcia innych państw arabskich ani Organizacji Wyzwolenia Palestyny, która według Ligi Państw Arabskich nadal była oficjalnym reprezentantem Palestyńczyków. W listopadzie 1984 Husajn zgodził się na zorganizowanie w Ammanie zjazdu Palestyńskiego Kongresu Narodowego, co symbolicznie pokazywało wolę współpracy jordańsko-palestyńskiej w negocjacjach z Izraelem, zaś w lutym następnego roku zawarł z przywództwem OWP porozumienie przewidujące ścisłą współpracę w tym zakresie. Zostało ono zerwane po roku po tym, gdy jedna z palestyńskich organizacji porwała włoski statek wycieczkowy „Achille Lauro”, a OWP odmawiała wyrzeczenia się terrorystycznych metod działania. Do 1987 stosunki jordańsko-palestyńskie były złe. Aby nie doprowadzić do dalszego pogarszania się relacji z krajami arabskimi, które popierały Palestyńczyków, Husajn zajął równocześnie twarde stanowisko w rozmowach z Izraelem.
W 1987 w Ammanie doszło do pokojowych manifestacji Palestyńczyków solidaryzujących się z ludnością Zachodniego Brzegu walczącą przeciwko izraelskiej okupacji. Władze jordańskie rozpędziły je, obawiając się, że mogą one przerodzić się w zamieszki antyrządowe. Zdawały sobie jednak sprawę z tego, że poparcie dla OWP i dla idei utworzenia państwa palestyńskiego wśród Palestyńczyków rośnie. W lutym 1988 amerykański sekretarz stanu George P. Shultz przedstawił kolejny plan pokojowy w konflikcie izraelsko-palestyńskim. Zakładał on rozwiązanie konfliktu na konferencji pokojowej, z udziałem łączonej delegacji palestyńsko-jordańskiej oraz delegacji izraelskiej, która miałaby wypracować najpierw warunki utworzenia w Strefie Gazy i na Zachodnim Brzegu autonomii, a następnie zdecydować co do dalszego statusu tego obszaru. Kraje arabskie odrzuciły plan Schultza, ponieważ nie stwierdzano w nim, że Palestyńczycy mieli prawo do samostanowienia, ani nie zapowiadał utworzenia na obydwu wymienionych wyżej terytoriach palestyńskiego państwa. W czerwcu 1988 Husajn wypowiedział się po stronie krajów arabskich i zadeklarował, że rezygnuje z prób odzyskania kontroli nad Zachodnim Brzegiem oraz popiera intifadę. 7 lipca tego samego roku Husajn poinformował, że administracyjne i prawne związki Gazy i Zachodniego Brzegu z Jordanią zostają zerwane, jordańska Izba Deputowanych (w której 1/3 mandatów należała do deputowanych z tych obszarów) – rozwiązana, a Palestyńczycy przebywający na Zachodnim Brzegu, a posiadający obywatelstwo jordańskie automatycznie je tracą. Husajn miał nadzieję, że Organizacja Wyzwolenia Palestyny nie zdoła administrować Zachodnim Brzegiem, w tym opłacić pensji 20 tys. urzędników, lekarzy i przedstawicielom fundacji religijnych, których dotąd opłacała Jordania, i skompromituje się. Rachuby te okazały się nietrafne. OWP stała się jedynym negocjatorem w sprawie spornych terytoriów; 15 listopada 1988 Palestyńska Rada Narodowa proklamowała utworzenie państwa palestyńskiego. W świetle swojej wcześniejszej polityki Jordania musiała je uznać.
Jordania prowadziła nadal rozmowy z Izraelem. W październiku 1991 w Madrycie odbyła się konferencja pokojowa, w której z delegacją izraelską negocjowała łączona reprezentacja Palestyńczyków i Jordanii, kierowana przez jordańskiego ministra spraw zagranicznych Kamila Abu Dżabira. Nie wypracowano jednak na niej żadnych długofalowych rozwiązań. Wkrótce później władze Izraela rozpoczęły rokowania bezpośrednio z przedstawicielami OWP, co było wielkim rozczarowaniem dla Jordanii. W tej sytuacji król Husajn postanowił zawrzeć z Izraelem odrębny pokój.

## Negocjacje izraelsko-jordańskie
Żadne państwo arabskie nie zaprotestowało przeciwko decyzji Husajna, by rozpocząć osobne rozmowy z Izraelem, przeciwko tej decyzji wystąpił natomiast jordański oddział Braci Muzułmanów, które było jedną z najważniejszych formacji politycznych w kraju. Niechętni pokojowi byli również niektórzy posłowie niezależni oraz nieliczna w Jordanii lewica panarabska (komunizm, jordański oddział partii Baas). Opozycja, chociaż zorganizowała się i podjęła współpracę mimo różnic ideologicznych, była jednak za słaba. W rezultacie palestyńska ludność Jordanii, która również nie aprobowała rozmów, reagowała na nie biernie, uznając, że nie wpłynie na postawę króla. Nieoficjalne negocjacje rozpoczęto w 1992, zaś oficjalnie obie strony ogłosiły zasady prowadzenia rozmów 14 września 1993, dzień po tym, gdy podobny dokument podpisały delegacje Izraela i OWP. Król Husajn podjął decyzję o rozmowach z Izraelem także pod wpływem zachęt ze strony tego państwa oraz ze strony Stanów Zjednoczonych. USA obiecały, że po podpisaniu pokoju zostanie umorzone zadłużenie Jordanii, wynoszące 950 mln dolarów, a obydwa kraje – inwestycje w słabo rozwiniętym jordańskim przemyśle. Właśnie zachęty ekonomiczne były czynnikiem, który przesądził o kontynuowaniu negocjacji. Obie strony spotykały się w 1994 w Londynie, Akabie i Ejlacie.

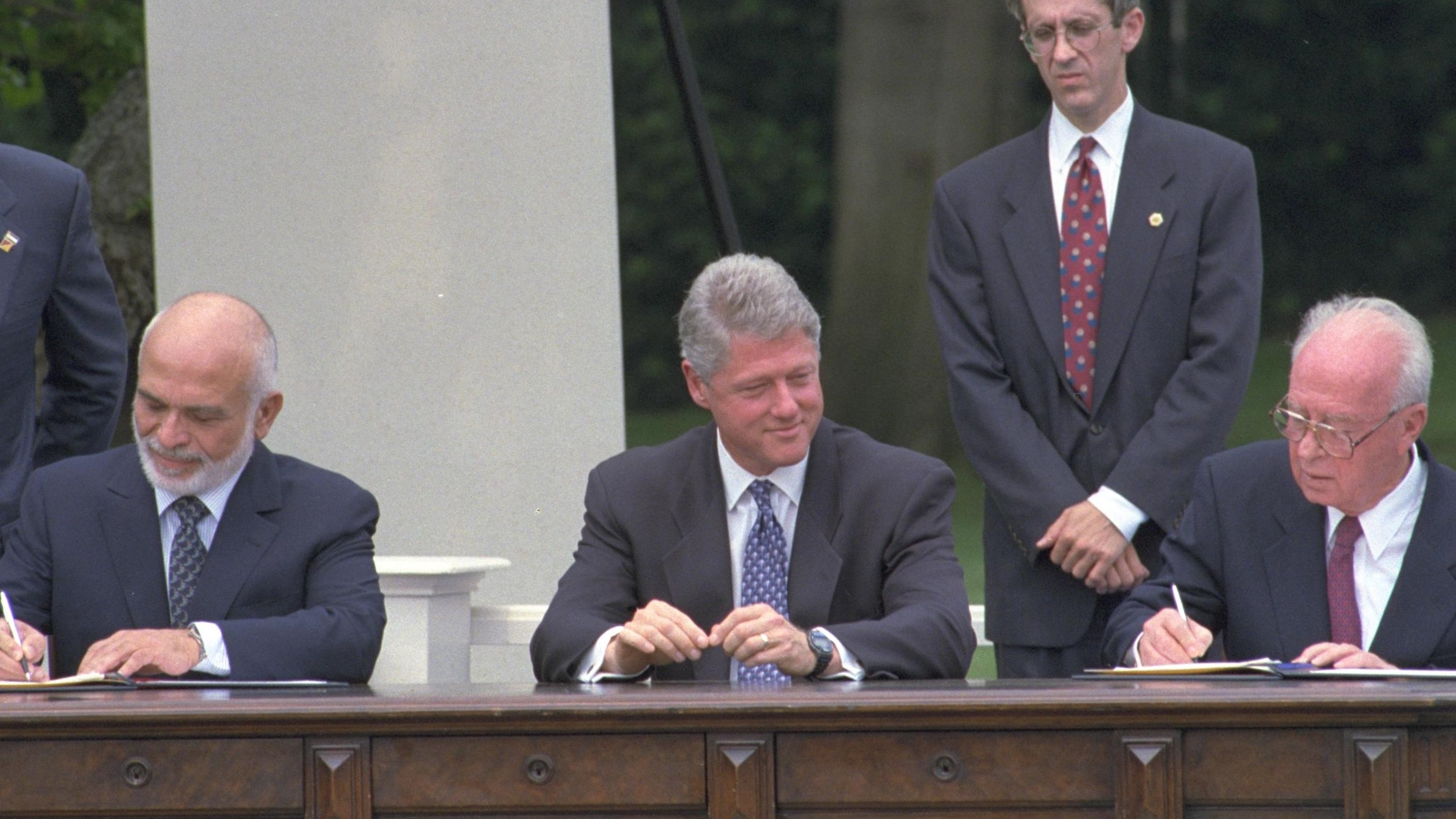
Podpisanie Deklaracji waszyngtońskiej

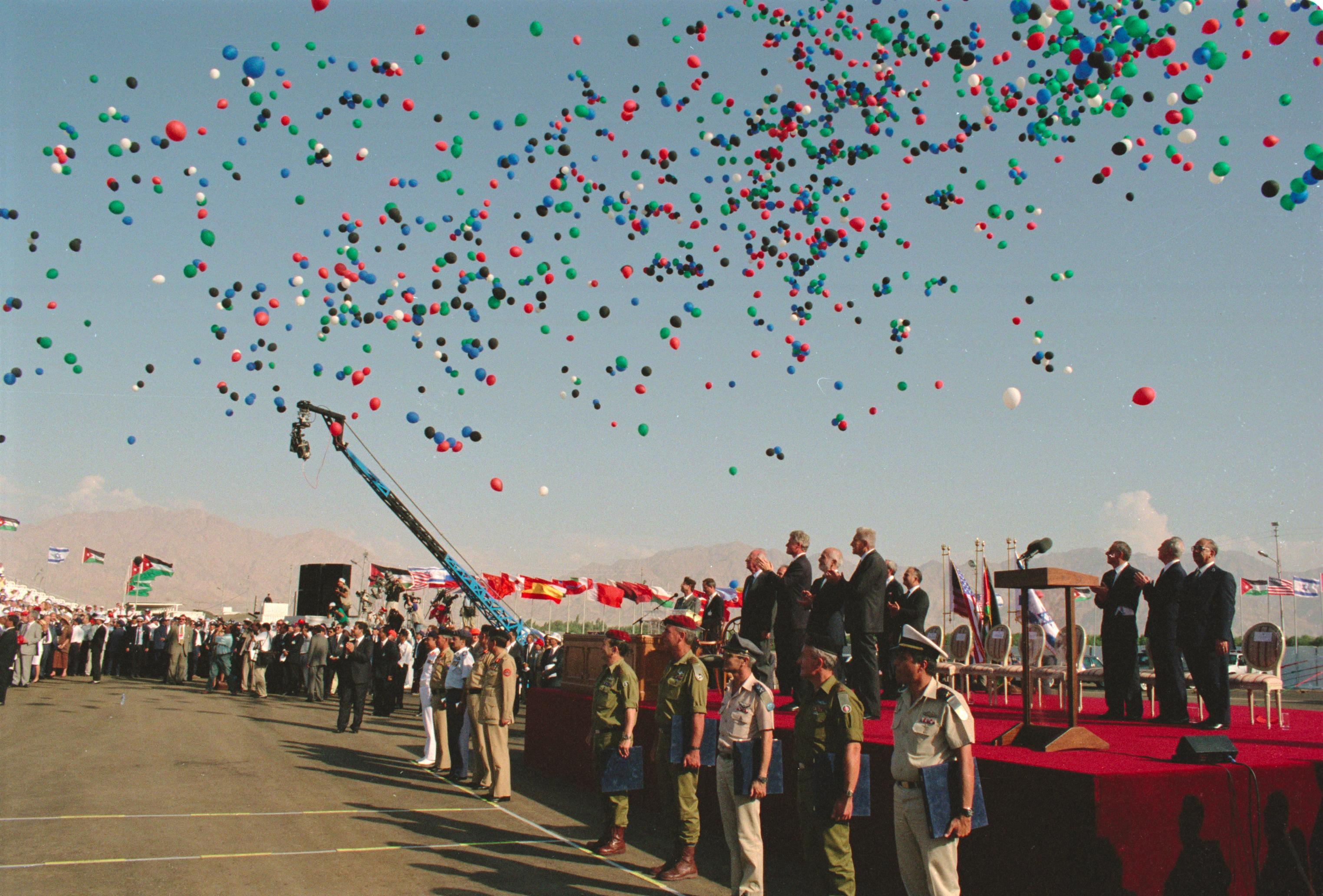
Uroczystości towarzyszące podpisaniu traktatu pokojowego

25 lipca 1994 Jordania i Izrael podpisały Deklarację waszyngtońską, kończącą stan wojny między obydwoma państwami. W 1993 delegacją jordańską kierował premier Abd as-Salam al-Madżali, który zawdzięczał stanowisko popieraniu planów króla w zakresie polityki zagranicznej, w roku następnym warunki porozumienia omawiali już osobiście król Husajn i izraelski premier Icchak Rabin, którzy spotykali się najpierw kilkakrotnie w Stanach Zjednoczonych, a w październiku 1994 w Ammanie. Ustalono wówczas przebieg granicy i podział zasobów wodnych nad Jordanem.

## Postanowienia pokoju
Traktat pokojowy został podpisany 26 października 1994 w dolinie Ha-Arawa. Na jego mocy Jordania uznawała państwo Izrael, zaś Izrael – pełną odrębność Jordanii. Izrael zrzekał się również 116 mil kwadratowych pustynnego terytorium w rejonie Morza Martwego, co stanowiło ustępstwo niewielkie, ale dla króla Husajna znaczące prestiżowo (na obszarze tym miały jednak pozostać powstałe tam po 1948 żydowskie osady). Oba kraje akceptowały granicę na Jordanie. Jordania rezygnowała z wszelkich praw do ziem palestyńskich, deklarując jednak, że nadal będzie popierać OWP i ideę utworzenia niepodległej Palestyny. Obydwa państwa zobowiązały się do niestosowania przemocy i zapewnienia obywatelom swobody podróżowania. Król Jordanii został oficjalnie strażnikiem świętych miejsc islamu w Jerozolimie.
Traktat pokojowy został 9 listopada 1994 ratyfikowany przez parlament jordański, chociaż część jego deputowanych była zdecydowanie przeciwna jego postanowieniom; następnie podpisał go król, a do końca miesiąca ustanowiono pełne stosunki dyplomatyczne. Protesty, zorganizowane przez islamistów i panarabistów, nie były liczne, w Ammanie manifestowało ok. 5 tys. osób, zmobilizowanych głównie przez ugrupowania religijne. Przeciwko pokojowi nie zaprotestowało żadne państwo arabskie, żadne bowiem nie reprezentowało już w praktyce stanowiska panarabskiego (Syria rządzona przez partię Baas również prowadziła w tym czasie rozmowy z Izraelem, które jednak podpisaniem pokoju się nie zakończyły). OWP początkowo oceniła traktat negatywnie, następnie jednak jej przywódcy zgodzili się zawrzeć z Husajnem porozumienie, w którym akceptowali jego postanowienia w zamian za poparcie króla dla Autonomii Palestyńskiej, a w dalszej perspektywie – dla niepodległej Palestyny ze stolicą we Wschodniej Jerozolimie.
Traktat spisano w językach angielskim, arabskim i hebrajskim, w razie wątpliwości tekst angielski jest rozstrzygający.